# Silvestre Cuffaro
Silvestre Cuffaro (Bagheria, 5 gennaio 1905 – Villa Sperlinga, 21 settembre 1975) è stato uno scultore e politico italiano.
(Silvestre Cuffaro, Epitaffio per la tomba del cane Piriddu, 27 agosto 1971)

## Biografia
Silvestre Cuffaro nacque il 5 gennaio 1905 dal cavaliere Pasquale Cuffaro (proprietario terriero e assessore ai lavori pubblici presso il Comune di Bagheria dal 1909 al 1914) e Girolama Bartolotta; la famiglia Cuffaro - riportata nella forma Coffaro fino agli inizi del XX secolo - era originaria di Cammarata.
Il 28 luglio 1937 a Palermo nella Cappella del Corpus Domini, presso l'attuale Casa lavoro e preghiera Padre Messina, Silvestre Cuffaro sposò la pittrice Pina Calì; il viaggio di nozze, svoltosi tra Pompei, Capri e Napoli, ebbe un importante ruolo nella maturità artistica di entrambi. Dal matrimonio ebbe due figli, Pasquale Lucio (1939), laureato in filosofia, e Girolama (1944), laureata in lettere classiche e anch'essa pittrice. Il 16 luglio 1952 nella Chiesa del Santissimo Rosario di Avellino, dopo la morte della moglie Pina (1949), si sposò con Maria Mazzino (2 aprile 1911-12 gennaio 1999).
Si diplomò in scultura presso l'Istituto di Belle Arti di Palermo e all'Accademia di Belle Arti di Roma. Sempre a Roma conseguì il diploma alla Scuola dell'Arte della Medaglia.

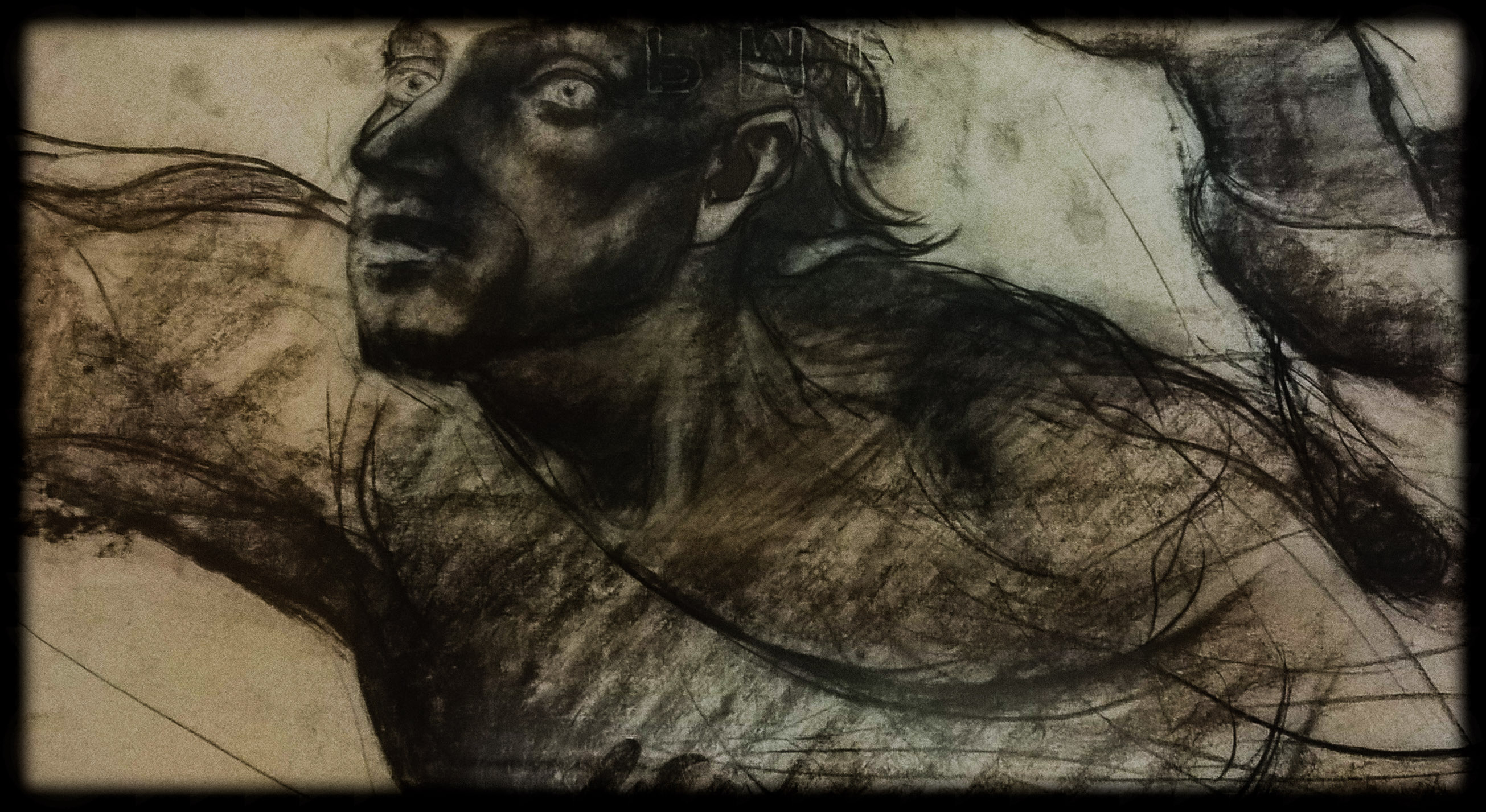
Disegno giovanile di Silvestre Cuffaro

Tra il 1952 e il 1956 fu sindaco di Bagheria, e ne istituì la Biblioteca Comunale.
Nel 1957 fu direttore dell'Accademia di Belle Arti di Palermo.

## La produzione artistica
- 1928: al Palazzo delle Esposizioni di Roma presenta il bassorilievo Il naufrago.
- 1929: vince il concorso nazionale indetto a Chieti con un busto bronzeo (Ritratto del pittore Francesco Paolo Michetti).
- 1930: a Roma partecipa alla «III Mostra coloniale delle Arti Applicate» con la scultura Capo Tribù.
- 1930-31 aiuta Mario Rutelli nella scelta dei soggetti equestri e probabilmente anche nella progettazione dei bassorilievi del Monumento ad Anita Garibaldi.[1]
- 1932: a Catania vince il concorso nazionale col Monumento del Cardinale Giuseppe Benedetto Dusmet (progetto di Raffaele Leone). Nello stesso anno, a Palermo, gli viene conferita la medaglia d'argento per la «III Esposizione del Sindacato Regionale Belle Arti di Sicilia».
- 1933: Silvestre Cuffaro firma il Manifesto insieme a Renato Guttuso, Nino Franchina, Giovanni Barbera e Lia Pasqualino Noto contro l'esclusione degli artisti siciliani dalla Biennale di Venezia.
- 1934: a Roma vince il «Concorso nazionale di Sua Maestà la Regina» con il Ritratto di Racagni. Realizza a Bagheria il Monumento a Giuseppe Bagnera.
- 1935: a Roma ultima il Monumento al senatore Giuseppe Cirincione, presso il Cimitero del Verano. A Palermo gli viene conferita la medaglia d'oro per la «VI Mostra d'Arte del Sindacato interprovinciale Belle Arti di Sicilia», con il bassorilievo Il Racconto.
- 1936: a Palermo vince il concorso nazionale per l'ingresso monumentale di via Roma con la scultura La Rivolta.
- 1940: a Roma espone alla «Mostra d'Arte del Mezzogiorno» l'opera Il cane, il lupo e l'agnello.
- 1951: a Palermo realizza l'altorilievo Federico II e la sua corte, collocato sul prospetto del Palazzo dei Normanni.
- 1952: a Gela viene collocata una sua statua in bronzo dedicata a Cerere
- 1953: a Bagheria realizza il Monumento a Ciro Scianna, a Palermo il Monumento a Vittorio Emanuele Orlando, e ad Augusta i rilievi del Palazzo delle Poste.
- 1954: partecipa alla «Mostra degli artisti siciliani all'estero» tenutasi a Colonia, Monaco di Baviera, Milano e Trieste. Nello stesso anno realizza a Gela la scultura Cerere collocata nella Piazza Umberto I, e a Bagheria viene collocato il suo Monumento ai Caduti della Guerra.
- 1955: a Palermo partecipa alla «I Mostra d'Arti figurative del Sindacato Regionale siciliano Belle Arti» con l'opera L'inverno.
- 1956: a Palermo realizza i bassorilievi nella nuova sede del Banco di Sicilia.
- 1958: a Palermo realizza alcuni bassorilievi per la sede della Società Servizi Telefonici.
- 1959: a Montevideo (Uruguay) partecipa all'«Esposizione d'Arte grafica contemporanea».
- 1965: a Firenze espone l'opera Donna al sole alla «XVI Mostra nazionale – Premio del Fiorino».
- 1968: a Palermo partecipa alla mostra «Grandi maestri siciliani».

## La critica
1928
Il Traguardo, Rivista quindicinale di economia, politica, arte, Roma.
«Più volte i giornali si sono occupati di questo giovane artista siciliano le cui opere abbiamo potuto ammirare in diverse esposizioni. ( [...] ) Fervido ammiratore di Donatello, Jacopo della Quercia e di Michelangelo, studioso profondo, nella sua scultura recente si mostra più semplice e più costruito, si vede benissimo che è in cerca della forma, che comincia a fare la vera scultura, armonia di linee, compostezza architettonica e vita. Le sue opere, vivono, palpitano, si muovono; sono certo che questo giovanissimo artista si saprà affermare ancora più nel cammino dell'arte e saprà dare tutto il suo animo.»
1932
Renato Guttuso in Bagheria d'oggi, numero unico, Bagheria.
«Lontano dal verismo obiettivo e fotografico caro al gustaccio del borghese e da ogni sentimentalismo falso e letterario estraneo alla scultura ed alle sue leggi, come ad ogni forma di astrattismo avanguardistico, ugualmente cerebrale e letterario ed anch'esso fuori della scultura, questo nostro giovane artista produce, su di un piano di sintesi verista, opere intimamente moderne. Con rudezza primitiva (che non è primitivismo) assomma masse e volumi e ritmi di volumi, sintetizzando e liberandosi, attraverso processi di eliminazioni graduali di tutte le forme accidentali e contingenti contenute in una produzione serrata e ridotte alla loro pura essenza, le sue sculture parlano, nella loro apparente serenità, un mistico linguaggio che rivela un'anima tormentata e uno spirito desideroso di conquista e di liberazione.»
1992
Vittorio Sgarbi in Scultura italiana del primo Novecento, Catalogo della Mostra, Bologna.
«Una potente e candida visione della natura, una vera egloga pastorale, nelle belle testimonianze non accademiche di Cuffaro, gli garantiscono, per l'evidente sincerità di accenti e la meditata, arcaica, ancora neoquattrocentesca scelta formale, un posto non marginale nella vicenda della scultura di questo secolo, a dispetto della maledizione dell'isola.»

## Retrospettive
- Omaggio a Silvestre Cuffaro, Bagheria, 1977.
- Scultura italiana del Primo Novecento, Mesola, 1992.
- Scultura italiana del Primo Novecento, Roma, 1993.
- Antonio Ugo e gli scultori siciliani tra le due guerre, Petralia Soprana, 1995.
- Arte in Sicilia negli anni Trenta, Marsala, 1996.
- La questione siciliana, Catania, 1997.
- Senilità e giovinezza dello spirito, Palermo, 2002.
- Vigorose impronte, Bagheria, 2006.
- Artisti di Sicilia. Da Pirandello a Iudice, Favignana, 2014.